# V476 Гидры
V476 Гидры (лат. V476 Hydrae) — двойная затменная переменная звезда типа W Большой Медведицы (EW) в созвездии Гидры на расстоянии приблизительно 2111 световых лет (около 647 парсек) от Солнца. Видимая звёздная величина звезды — от +13,2m до +12,65m. Орбитальный период — около 0,4146 суток (9,9501 часа).
Открыта Любошем Братом в 2005 году*.

## Характеристики
Первый компонент — жёлтый карлик спектрального класса G. Радиус — около 1,66 солнечного, светимость — около 2,237 солнечной. Эффективная температура — около 5803 K.
Второй компонент — жёлтый карлик спектрального класса G.